# Kim Director
Kim Director (Pittsburgh, 13 de noviembre de 1974) es una actriz estadounidense conocida por su papel de Kim Diamond en El Libro de las Sombras: El proyecto de la Bruja de Blair 2  y Stevie en Inside Man.

## Carrera
El primer papel de Director fue en He Got Game, de 1998, dirigida por Spike Lee. Esto fue seguido por Summer of Sam en 1999 y Bamboozled en 2000, ambas películas también dirigidas por Lee. Su papel más memorable fue en Blair Witch 2: Book of Shadows, como la chica gótico hard-core, Kim Diamond. Kim pasó a actuar en películas independientes como Unforseen, Tony n' Tina Wedding, La fiesta de Charlie, Live Free or Die, La vida es corta y A Crime, con Harvey Keitel. Kim se reunió con Spike Lee para la película She Hate Me en 2004. Kim es también conocida por interpretar a Stevie, la ladrona de bancos, en la película de Spike Lee Inside Man.
Kim Director también ha aparecido como invitada en programas de televisión como Sex and the City, La Ley y Orden, Ley y Orden: Criminal Intent, CSI: Miami, Shark, Life, Cold Case, Unforgettable, Orange Is the New Black y tuvo un papel recurrente como la mujer de las cavernas en la serie Cavemen.
Kim Director es una actriz de teatro entrenada,  apareció en la compañía musical de Stephen Sondheim y George Furth en el Centro Kennedy. Ella también apareció en la obra Guinea Pig Solo por Brett C. Leonard, en The Public Theater con la Compañía de Teatro del laberinto (Philip Seymour Hoffman y John Ortiz, directores artísticos). También trabajó en el Rattlestick Playwrights Theater en Nueva York en la obra The Wood, escrita por Dan Klores y dirigida por David Bar Katz.

## Filmografía

### Cine
| Año  | Título                               | Papel        |
| ---- | ------------------------------------ | ------------ |
| 1998 | Una mala jugada                      | Lynn         |
| 1999 | Summer of Sam                        | Dee          |
| 2000 | Bamboozled                           | Starlet      |
| 2000 | Blair Witch WebFest                  | Kim          |
| 2000 | Libro de las Sombras: Blair Witch 2  | Kim Diamond  |
| 2002 | Unforseen                            | Cajera       |
| 2004 | La boda de Tony y Tina               | Connie       |
| 2004 | She Hate Me                          | Grace        |
| 2005 | La Fiesta de Charlie                 | Zoey Fields  |
| 2006 | Vive libre o muere                   | Donna        |
| 2006 | El plan perfecto                     | Stevie       |
| 2006 | La vida es corta                     | Erin         |
| 2006 | Un crimen                            | Ashley       |
| 2010 | Un espía en Hollywood                | Bobbi        |
| 2017 | Split                                | Hannah       |
| 2018 | Homecoming Revenge                   | Andrea       |
| 2020 | Death Rider in the House of Vampires | Carmilla Joe |

### Televisión
| Año       | Título                       | Papel                          | Notas                                       |
| --------- | ---------------------------- | ------------------------------ | ------------------------------------------- |
| 2001      | Law & Order                  | The Waitress                   | Episodio: "Bronx Cheer"                     |
| 2003      | Sex and the City             | Gracie                         | Episodio: "The Post-it Always Sticks Twice" |
| 2004      | Law & Order                  | Joven policía infiltrada       | Episodio: "Coming Down Hard"                |
| 2005      | Law & Order: Criminal Intent | Jocelyn Shapiro / Lori Purcell | Episodio: "Collective"                      |
| 2006      | CSI: Miami                   | Gloria Williams                | Episodio: "Rampage"                         |
| 2006      | Shark                        | Veronica Dale                  | Episodio: "Dial M for Monica"               |
| 2007–2008 | Cavemen                      | Heather                        | Tres episodes                               |
| 2008      | Life                         | Cheryl Price                   | Episodio: "Find Your Happy Place"           |
| 2008      | Cold Case                    | Marisa D'Amico                 | Episodio: "The Dealer"                      |
| 2012      | Unforgettable                | Kate Jordan                    | Episodio: "The Following Sea"               |
| 2012      | Erroneous Convictions        | Jessica Kraft                  | Episodio: "Pilot"                           |
| 2013      | Orange Is the New Black      | Diane Vause                    | Episodio: "Fucksgiving"                     |
| 2014      | The Good Wife                | Angela Moretti                 | Episodio: "Parallel Construction, Bitches"  |
| 2014      | Gotham                       | Lacey White                    | Episodio: "Spirit of the Goat"              |
| 2016      | Elementary                   | Beth Stone                     | Episodio: "Render, and Then Seize Her"      |
| 2017–2019 | The Deuce                    | Laila Brody / Shay             | Papel recurrente                            |
| 2017–2019 | She's Gotta Have It          | Bianca Tate                    | Papel recurrente                            |
| 2020      | Little America               | Lydia                          | Episodio: "The Silence"                     |
| 2020      | NOS4A2                       | Sasha                          | Episodio: "Good Father"                     |
| 2022      | Blue Bloods                  | Arriana                        | Episodio: "First Blush"                     |